# Янги-Абад
Янги-Абад (кирг. Янги-Абад) — село в Араванском районе Ошской области Кыргызстана. Входит в состав Тепе-Коргонского айылного аймака.

## География
Село расположено в западной части области, на берегу Южного Ферганского канала, на расстоянии приблизительно 6 километров (по прямой) к северо-западу от села Араван, административного центра района. Абсолютная высота — 616 метров над уровнем моря.

## Население
Согласно оценочным данным Национального статистического комитета Кыргызской Республики, численность населения села на начало 2023 года составляла 1821 человек.
| год     | 2009 | 2014 | 2015 | 2020 | 2021 | 2023 |
| ------- | ---- | ---- | ---- | ---- | ---- | ---- |
| человек | 1361 | 1443 | 1513 | 1662 | 1743 | 1821 |